# بول لوي (لاعب كرة قدم أمريكية)
بول لوي (بالإنجليزية: Bull Lowe)‏ هو لاعب كرة قدم أمريكية أمريكي، ولد في 21 يونيو 1895 في أرلينغتون ‏ في الولايات المتحدة، وتوفي في 18 فبراير 1939 في بوسطن في الولايات المتحدة.